# Rukavina von Morgenstern

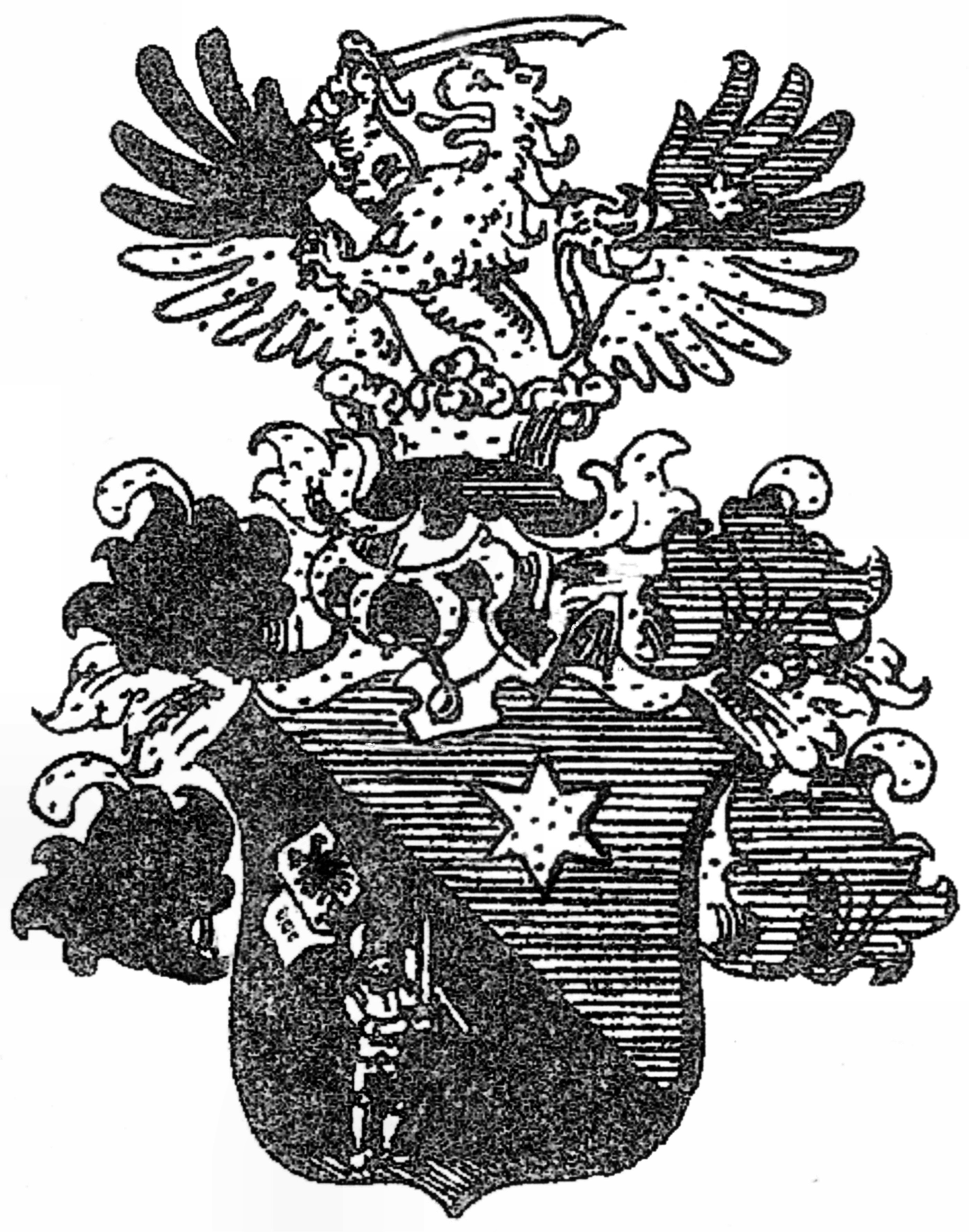
Wappen Rukavina von Morgenstern 1845

Rukavina von Morgenstern ist der Name eines aus Kroatien stammenden österreichischen Adelsgeschlechts.

## Geschichte
Das Geschlecht soll von den Adligen Vladimirović aus der Ukraine stammen, siedelte auf dem Gebiet von Bosnien-Herzegowina und führte den Namen Bunjevci. Nach der Eroberung dieses Gebietes durch die Osmanen floh die Familie nach Dalmatien und nahm den Namen Rukavina an. Im 17. Jahrhundert wohnten die Nachfahren in der Lika, an der Küste (Primorje) und in der Umgebung von Subotica.
Mitglieder der diversen Zweige der Rukavina stellten im Laufe der Geschichte hohe Militärs und wurden neben „von Rukavina“ mit verschiedenen Attributen wie Rukavina von Vidovgrad, Vezinovac, Klanačko polje, von Liebstadt, von Bojnogradski und Ljubački versehen, in den Adelsstand erhoben.
Letztmals geschah dies am 8. November 1845, als der Oberstleutnant a. D. Lukas Rukavina von Kaiser Ferdinand I. den Adels- und Wappenbrief mit dem Prädikat von Morgenstern erhielt. Der 1853 dimittierte Hauptmann 1. Klasse im Otočaner Grenzinfanterieregiment, Thomas Rukavina von Morgenstern, setzte den Stamm fort.

## Wappen

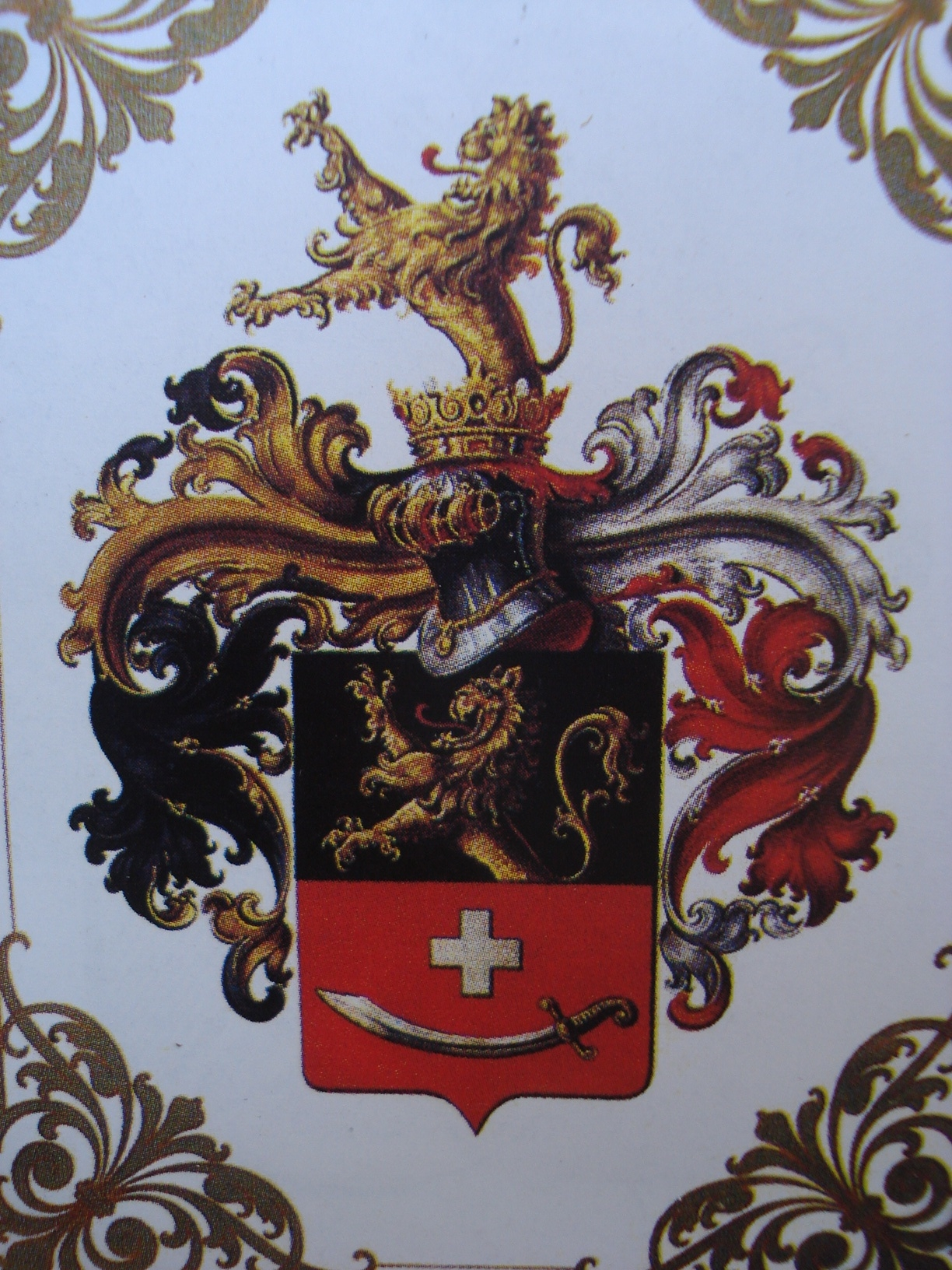
Wappen der Familie Rukavina von Klanačko polje (ein Ort nördlich von Gospić, Kroatien)

Das Wappen ist schrägrechts geteilt; vorn in Schwarz ein einwärtsgekehrter, auf grünem Boden stehender, geharnischter Krieger mit rotem Helmbusch, in der erhobenen Linken eine silberne, mit einem Doppeladler belegte silberne Fahne schwingend, und in der Rechten ein Schwert haltend; hinten in Blau ein goldener sechsstrahliger Stern. Auf dem Helm mit rechts schwarz-goldenen, links blau-goldenen Decken, zwischen einem offenen, von Blau und Gold geteilten Flug, links das blaue Feld mit einem goldenen Stern belegt, ein wachsender goldener Löwe, in der rechten Vorderpranke einen Krummsäbel haltend.